# Großer Preis von China 2005
Der Große Preis von China 2005 (offiziell 2005 Formula 1 Sinopec Chinese Grand Prix) fand am 16. Oktober auf dem Shanghai International Circuit in Shanghai statt und war das 19. und letzte Rennen der Formel-1-Weltmeisterschaft 2005. Dieses Rennen war der letzte Sieg für einen V10-Motor und für ein Auto mit 6 Gängen.

## Bericht

### Hintergrund
Nach dem Großen Preis von Brasilien stand Fernando Alonso als Weltmeister fest. Nach dem Großen Preis von Japan führte er uneinholbar in der Fahrerwertung mit 19 Punkten vor Kimi Räikkönen und mit 61 Punkten vor Michael Schumacher. In der Konstrukteurswertung führte Renault mit zwei Punkten vor McLaren-Mercedes und mit 76 Punkten vor Ferrari. Die Konstrukteursmeisterschaft entschied sich demnach zwischen Renault und McLaren-Mercedes.
Dies war das letzte Rennen für Antonio Pizzonia und die Teams BAR, Minardi und Jordan. Alle drei Teams fuhren 2006 unter anderen Namen (Honda, Scuderia Toro Rosso bzw. Midland F1 Racing).
Mit Rubens Barrichello (einmal) trat der bisher einzige Sieger zu diesem Grand Prix an.

### Training
Die letzten sechs Teams der Konstrukteursmeisterschaft 2004 waren berechtigt am Freitag im freien Training ein drittes Auto einzusetzen. Diese Fahrer fuhren am Freitag, traten aber weder im Qualifying noch im Rennen an. Pedro de la Rosa (McLaren-Mercedes), Vitantonio Liuzzi (Red Bull), Ricardo Zonta (Toyota) und Nicolas Kiesa (Jordan-Toyota) nahmen in dieser Funktion an den Freitagstrainings teil.
Im ersten freien Training am Freitag war de la Rosa mit 1:33,463 Minuten Schnellster vor Barrichello und Zonta. Im zweiten freien Training am Freitag fuhr de la Rosa dann mit 1:32,834 Minuten die schnellste Zeit vor Zonta und Räikkönen.
Im dritten freien Training am Samstag war Räikkönen mit 1:34,253 Minuten vorne, gefolgt von Juan Pablo Montoya und Giancarlo Fisichella. Im vierten und letzten freien Training am Samstag fuhr Räikkönen dann in 1:33,212 Minuten wieder die schnellste Runde vor Montoya und Alonso.

### Qualifying
Alonso holte vor seinem Teamkollegen Fisichella seine neunte Pole-Position. Räikkönen landete auf dem dritten Platz vor Jenson Button und Montoya.

### Rennen
Während der Aufwärmphase, als die Autos aus der Box kamen, um sich in die Startaufstellung zu begeben, zog ein langsam fahrender Michael Schumacher nach links in die Spur von Christijan Albers, welcher mit hoher Geschwindigkeit unterwegs war. Die Autos kollidierten daraufhin und beide Fahrzeuge wurden erheblich beschädigt. Michael Schumacher bekam hierfür nach dem Rennen einen Verweis der Rennleitung. Beide Fahrer wechselten in die Ersatzautos und starteten das Rennen aus der Boxengasse, ebenso wie Narain Karthikeyan.
Alonso dominierte das Rennen und fuhr einen ungefährdeten Sieg ein. Damit krönte er die bis dato beste Saison von Renault mit Siegen in der Fahrer- und Konstrukteursmeisterschaft. McLarens Kampf um die Weltmeisterschaft (vor dem Rennen waren er es lediglich zwei Punkte Rückstand auf Renault) endete bereits in der fünften Runde, als Montoyas Motor ausfiel und er dadurch aufgeben musste, nachdem er über einen losen Gullydeckel gefahren war. Die Chancen von Renaults zweitem Fahrer Fisichella auf einen Platz auf dem Podium endeten, als er während der zweiten Safety-Car-Phase eine Durchfahrtsstrafe erhielt. Er beendete das Rennen mit weniger als einer Sekunde Rückstand auf Ralf Schumacher auf Platz 4. Red-Bull-Racing-Pilot Christian Klien fuhr eine Karrierebestleistung und belegte den fünften Platz. Die restlichen Punkteplatzierungen belegten Felipe Massa, Mark Webber und Button.
Räikkönen fuhr die schnellste Runde des Rennens und stellte damit einen neuen Rekord auf (10 schnellste Runden innerhalb einer Saison).

## Meldeliste
| Team                       | Nr. | Fahrer               | Chassis        | Motor                 | Reifen |
| -------------------------- | --- | -------------------- | -------------- | --------------------- | ------ |
| Scuderia Ferrari Marlboro  | 01  | Michael Schumacher   | Ferrari F2005  | Ferrari 3.0 V10       | B      |
| Scuderia Ferrari Marlboro  | 02  | Rubens Barrichello   | Ferrari F2005  | Ferrari 3.0 V10       | B      |
| Lucky Strike BAR Honda     | 03  | Jenson Button        | BAR 007        | Honda 3.0 V10         | M      |
| Lucky Strike BAR Honda     | 04  | Takuma Satō          | BAR 007        | Honda 3.0 V10         | M      |
| Mild Seven Renault F1 Team | 05  | Fernando Alonso      | Renault R25    | Renault 3.0 V10       | M      |
| Mild Seven Renault F1 Team | 06  | Giancarlo Fisichella | Renault R25    | Renault 3.0 V10       | M      |
| BMW-Williams F1 Team       | 07  | Mark Webber          | Williams FW27  | BMW 3.0 V10           | M      |
| BMW-Williams F1 Team       | 08  | Antonio Pizzonia     | Williams FW27  | BMW 3.0 V10           | M      |
| West McLaren-Mercedes      | 09  | Kimi Räikkönen       | McLaren MP4-20 | Mercedes-Benz 3.0 V10 | M      |
| West McLaren-Mercedes      | 10  | Juan Pablo Montoya   | McLaren MP4-20 | Mercedes-Benz 3.0 V10 | M      |
| West McLaren-Mercedes      | 35  | Pedro de la Rosa     | McLaren MP4-20 | Mercedes-Benz 3.0 V10 | M      |
| Sauber Petronas            | 11  | Jacques Villeneuve   | Sauber C24     | Petronas 3.0 V10      | M      |
| Sauber Petronas            | 12  | Felipe Massa         | Sauber C24     | Petronas 3.0 V10      | M      |
| Red Bull Racing            | 14  | David Coulthard      | Red Bull RB1   | Cosworth 3.0 V10      | M      |
| Red Bull Racing            | 15  | Christian Klien      | Red Bull RB1   | Cosworth 3.0 V10      | M      |
| Red Bull Racing            | 37  | Vitantonio Liuzzi    | Red Bull RB1   | Cosworth 3.0 V10      | M      |
| Panasonic Toyota Racing    | 16  | Jarno Trulli         | ToyotaTF105    | Toyota 3.0 V10        | M      |
| Panasonic Toyota Racing    | 17  | Ralf Schumacher      | ToyotaTF105    | Toyota 3.0 V10        | M      |
| Panasonic Toyota Racing    | 38  | Ricardo Zonta        | ToyotaTF105    | Toyota 3.0 V10        | M      |
| Jordan Grand Prix          | 18  | Tiago Monteiro       | Jordan EJ15    | Toyota 3.0 V10        | B      |
| Jordan Grand Prix          | 19  | Narain Karthikeyan   | Jordan EJ15    | Toyota 3.0 V10        | B      |
| Jordan Grand Prix          | 39  | Nicolas Kiesa        | Jordan EJ15    | Toyota 3.0 V10        | B      |
| Minardi F1 Team            | 20  | Robert Doornbos      | Minardi PS05   | Cosworth 3.0 V10      | B      |
| Minardi F1 Team            | 21  | Christijan Albers    | Minardi PS05   | Cosworth 3.0 V10      | B      |

Anmerkungen
1. 1 2 3 4  Nahm nur am Freitagstraining teil.

## Klassifikationen

### Qualifying
| Pos. | Fahrer               | Konstrukteur      | Zeit     | Start |
| ---- | -------------------- | ----------------- | -------- | ----- |
| 01   | Fernando Alonso      | Renault           | 1:34,080 | 01    |
| 02   | Giancarlo Fisichella | Renault           | 1:34,401 | 02    |
| 03   | Kimi Räikkönen       | McLaren-Mercedes  | 1:34,488 | 03    |
| 04   | Jenson Button        | BAR-Honda         | 1:34,801 | 04    |
| 05   | Juan Pablo Montoya   | McLaren-Mercedes  | 1:35,188 | 05    |
| 06   | Michael Schumacher   | Ferrari           | 1:35,301 | 06    |
| 07   | David Coulthard      | Red Bull-Cosworth | 1:35,428 | 07    |
| 08   | Rubens Barrichello   | Ferrari           | 1:35,610 | 08    |
| 09   | Ralf Schumacher      | Toyota            | 1:35,739 | 09    |
| 10   | Mark Webber          | Williams-BMW      | 1:35,739 | 10    |
| 11   | Felipe Massa         | Sauber-Petronas   | 1:35,898 | 11    |
| 12   | Jarno Trulli         | Toyota            | 1:36,044 | 12    |
| 13   | Antonio Pizzonia     | Williams-BMW      | 1:36,445 | 13    |
| 14   | Christian Klien      | Red Bull-Cosworth | 1:36,472 | 14    |
| 15   | Narain Karthikeyan   | Jordan-Toyota     | 1:36,707 | 15    |
| 16   | Jacques Villeneuve   | Sauber-Petronas   | 1:36,788 | 16    |
| 17   | Takuma Satō          | BAR-Honda         | 1:37,083 | 17    |
| 18   | Christijan Albers    | Minardi-Cosworth  | 1:39,105 | 18    |
| 19   | Tiago Monteiro       | Jordan-Toyota     | 1:39,233 | 19    |
| 20   | Robert Doornbos      | Minardi-Cosworth  | 1:39,460 | 20    |

### Rennen
| Pos. | Fahrer               | Konstrukteur      | Runden | Stopps | Zeit        | Start | Schnellste Runde |
| ---- | -------------------- | ----------------- | ------ | ------ | ----------- | ----- | ---------------- |
| 1    | Fernando Alonso      | Renault           | 56     | 2      | 1:39:53,618 | 01    | 1:33,536 (45.)   |
| 2    | Kimi Räikkönen       | McLaren-Mercedes  | 56     | 2      | + 4,015     | 03    | 1:33,242 (56.)   |
| 3    | Ralf Schumacher      | Toyota            | 56     | 2      | + 25,376    | 08    | 1:34,035 (44.)   |
| 4    | Giancarlo Fisichella | Renault           | 56     | 3      | + 26,114    | 02    | 1:33,563 (54.)   |
| 5    | Christian Klien      | Red Bull-Cosworth | 56     | 2      | + 31,839    | 13    | 1:33,727 (43.)   |
| 6    | Felipe Massa         | Sauber-Petronas   | 56     | 2      | + 36,400    | 10    | 1:34,094 (43.)   |
| 7    | Mark Webber          | Williams-BMW      | 56     | 2      | + 36,842    | 09    | 1:34,271 (53.)   |
| 8    | Jenson Button        | BAR-Honda         | 56     | 2      | + 41,249    | 04    | 1:34,766 (53.)   |
| 9    | David Coulthard      | Red Bull-Cosworth | 56     | 2      | + 44,247    | 06    | 1:34,585 (54.)   |
| 10   | Jacques Villeneuve   | Sauber-Petronas   | 56     | 2      | + 59,977    | 16    | 1:34,713 (53.)   |
| 11   | Tiago Monteiro       | Jordan-Toyota     | 56     | 2      | + 1:24,648  | 19    | 1:36,563 (13.)   |
| 12   | Rubens Barrichello   | Ferrari           | 56     | 3      | + 1:32,812  | 07    | 1:35,011 (18.)   |
| 13   | Antonio Pizzonia     | Williams-BMW      | 55     | 2      | + 1 Runde   | 12    | 1:34,560 (63.)   |
| 14   | Robert Doornbos      | Minardi-Cosworth  | 55     | 2      | + 1 Runde   | 20    | 1:36,894 (54.)   |
| 15   | Jarno Trulli         | Toyota            | 55     | 2      | + 1 Runde   | 11    | 1:35,347 (16.)   |
| 16   | Christijan Albers    | Minardi-Cosworth  | 50     | 2      | + 5 Runden  | Box   | 1:37,215 (48.)   |
| –    | Takuma Satō          | BAR-Honda         | 34     | 2      | DNF         | 17    | 1:35,587 (17.)   |
| –    | Narain Karthikeyan   | Jordan-Toyota     | 28     | 1      | DNF         | 14    | 1:37,398 (17.)   |
| –    | Juan Pablo Montoya   | McLaren-Mercedes  | 24     | 2      | DNF         | 05    | 1:34,501 (15.)   |
| –    | Michael Schumacher   | Ferrari           | 22     | 0      | DNF         | Box   | 1:35,877 (16.)   |

Anmerkungen
1. 1 2  Albers und Michael Schumacher kollidierten bei der Anfahrt zur Startaufstellung. Beide mussten in ihrem Ersatzwagen aus der Boxengasse starten.

## WM-Stände nach dem Rennen
Die ersten acht eines Rennens bekamen 10, 8, 6, 5, 4, 3, 2 bzw. 1 Punkt(e).

### Fahrerwertung
| Pos. | Fahrer               | Konstrukteur      | Punkte |
| ---- | -------------------- | ----------------- | ------ |
| 01   | Fernando Alonso      | Renault           | 133    |
| 02   | Kimi Räikkönen       | McLaren-Mercedes  | 112    |
| 03   | Michael Schumacher   | Ferrari           | 62     |
| 04   | Juan Pablo Montoya   | McLaren-Mercedes  | 60     |
| 05   | Giancarlo Fisichella | Renault           | 58     |
| 06   | Ralf Schumacher      | Toyota            | 45     |
| 07   | Jarno Trulli         | Toyota            | 43     |
| 08   | Rubens Barrichello   | Ferrari           | 38     |
| 09   | Jenson Button        | BAR-Honda         | 37     |
| 10   | Mark Webber          | Williams-BMW      | 36     |
| 11   | Nick Heidfeld        | Williams-BMW      | 28     |
| 12   | David Coulthard      | Red Bull-Cosworth | 24     |
| 13   | Felipe Massa         | Sauber-Petronas   | 11     |

| Pos. | Fahrer             | Konstrukteur      | Punkte |
| ---- | ------------------ | ----------------- | ------ |
| 14   | Jacques Villeneuve | Sauber-Petronas   | 9      |
| 15   | Christian Klien    | Red Bull-Cosworth | 9      |
| 16   | Tiago Monteiro     | BAR-Honda         | 7      |
| 17   | Alexander Wurz     | McLaren-Mercedes  | 6      |
| 18   | Narain Karthikeyan | BAR-Honda         | 5      |
| 19   | Christijan Albers  | Minardi-Cosworth  | 4      |
| 20   | Pedro de la Rosa   | McLaren-Mercedes  | 4      |
| 21   | Patrick Friesacher | Minardi-Cosworth  | 3      |
| 22   | Antonio Pizzonia   | Williams-BMW      | 2      |
| 23   | Takuma Satō        | BAR-Honda         | 1      |
| 24   | Vitantonio Liuzzi  | Red Bull-Cosworth | 1      |
| 26   | Robert Doornbos    | Minardi-Cosworth  | 0      |
| –    | Anthony Davidson   | BAR-Honda         | 0      |

### Konstrukteurswertung
| Pos. | Konstrukteur     | Punkte |
| ---- | ---------------- | ------ |
| 01   | Renault          | 191    |
| 02   | McLaren-Mercedes | 182    |
| 03   | Ferrari          | 100    |
| 04   | Toyota           | 88     |
| 05   | Williams-BMW     | 66     |

| Pos. | Konstrukteur      | Punkte |
| ---- | ----------------- | ------ |
| 06   | BAR-Honda         | 38     |
| 07   | Red Bull-Cosworth | 34     |
| 08   | Sauber-Petronas   | 20     |
| 09   | Jordan-Toyota     | 12     |
| 10   | Minardi-Cosworth  | 7      |